# HarperCollins
HarperCollins Publishers er en af verdens største forlagsvirksomheder. Virksomheden har hovedkontor i New York, og driver forlagsvirksomhed i en lang række lande, blandt andet i Danmark gennem HarperCollins Nordic .
Navnet HarperCollins stammer fra forskellige forlagsnavne, der i flere tilfælde stammer fra fusioner og opkøb gennem forlagets mere end to hundrede års historie. Forlaget blev grundlagt i New York i 1817 af brødrene James og John Harper. Forlaget har gennem årene udgivet forfattere som Mark Twain, Brontë-søstrene, Thackeray, Dickens, John F. Kennedy og Martin Luther King Jr.
HarperCollins Publishers er repræsenteret i Danmark af et satellitkontor under datterselskabet HarperCollins Nordic. HarperCollins Nordic udgiver over 1.100 titler om året på svensk, norsk, dansk og finsk.